# داستان‌های سرزمین جنوبی
داستان‌های سرزمین جنوبی (انگلیسی: Southland Tales) فیلمی در ژانر کمدی-درام و علمی–تخیلی به کارگردانی ریچارد کلی است که در سال ۲۰۰۶ منتشر شد.

## خلاصه داستان
در سال ۲۰۰۵ حمله‌ای اتمی به تگزاس و نابودی بخش‌هایی از آن ایالت، سبب می‌شود تا در سال‌های بعد دولت آمریکا خود را در آستانه فاجعه‌ای زیست محیطی، اقتصادی و اجتماعی بیابد. از این رو برای پیشگیری و کنترل امور، زندگی تمام انسان‌ها تحت نظر گرفته می‌شود...